# Фоссуа
Фоссуа́ (фр. Fossoy) — коммуна во Франции, находится в регионе Пикардия. Департамент коммуны — Эна. Входит в состав кантона Шато-Тьерри. Округ коммуны — Шато-Тьерри.
Код INSEE коммуны — 02328.

## Население
Население коммуны на 2010 год составляло 577 человек.
| 1962 | 1968 | 1975 | 1982 | 1990 | 1999 | 2010 |
| ---- | ---- | ---- | ---- | ---- | ---- | ---- |
| 293  | 370  | 463  | 517  | 621  | 620  | 577  |

## Экономика
В 2010 году среди 387 человек трудоспособного возраста (15—64 лет) 296 были экономически активными, 91 — неактивными (показатель активности — 76,5 %, в 1999 году было 69,6 %). Из 296 активных жителей работали 281 человек (150 мужчин и 131 женщина), безработных было 15 (5 мужчин и 10 женщин). Среди 91 неактивных 42 человека были учениками или студентами, 27 — пенсионерами, 22 были неактивными по другим причинам.